# Agave triangularis
Agave triangularis är en sparrisväxtart som beskrevs av Georg Albano von Jacobi. Agave triangularis ingår i släktet Agave och familjen sparrisväxter. Inga underarter finns listade i Catalogue of Life.